# Remoray-Boujeons
 Remoray-Boujeons  es una comuna y población de Francia, en la región de Franco Condado, departamento de Doubs, en el distrito de Pontarlier y cantón de Mouthe.
Su población en el censo de 1999 era de 284 habitantes, incluyendo los de la commune asociée de Boujeons (120 hab.).
Está integrada en la Communauté de communes du Mont-d'Or et des Deux Lacs.

## Demografía
| 242 | 256 | 220 | 184 | 210 | 284 |
| Para los censos de 1962 a 1999 la población legal corresponde a la población sin duplicidades (Fuente: INSEE [Consultar]) |     |     |     |     |     |